# Nikolaj Sjilder
Nikolaj Karlovitj Sjilder (ryska: Николай Карлович Шильдер), född 2 juni (gamla stilen: 21 maj) 1842 i Sankt Petersburg, död 19 april (gamla stilen: 6 april) 1902, var en rysk historiker.
Sjilder var son till en mycket framstående rysk krigsingenjör, vars uppfinningar tillämpades i Krimkriget. Han deltog i rysk-turkiska kriget 1877–78, blev 1886 direktör för Krigsingenjörsakademien och 1899 för Kejserliga biblioteket i Sankt Petersburg. En tid var han redaktör för tidskriften "Russkaja starina". 
Bland hans många smärre skrifter, som uteslutande behandlar Rysslands historia under förra hälften av 1800-talet, märks: Vojna Rossii s Turtsiej v 1829 g. (Rysslands krig med Turkiet 1829; 1881), Graf Araktjejev v 1812–34 gg. (1882), Rossija i jeja otnosjenije k Jevropje v 1806–1815 gg. (Ryssland och dess förhållande till Europa 1806–15; 1888–90), Kutuzov v 1812 g. (1894) och den stora monografin Graf E. I. Totleben (1886–88). Hans förnämsta verk är de monumentala kejsarbiografierna Imperator Aleksandr I, jego zjizn i tsarstrovanie (fyra delar, 1897–98), Imperator Pavel I (1901) och Imperator Nikolaj I, zjizn i tsarstvovanie (utgiven 1903 av Sergej Sjubinskij).